# Славка-Велика
Славка-Велика (пол. Sławka Wielka, нім. Groß Schläfken) — село в Польщі, у гміні Козлово Нідзицького повіту Вармінсько-Мазурського воєводства.
Населення — 419 осіб (2011).
У 1975-1998 роках село належало до Ольштинського воєводства.

## Демографія
Демографічна структура станом на 31 березня 2011 року:
|          | Загалом | Допрацездатний вік | Працездатний вік | Постпрацездатний вік |
| -------- | ------- | ------------------ | ---------------- | -------------------- |
| Чоловіки | 199     | 53                 | 137              | 9                    |
| Жінки    | 220     | 55                 | 127              | 38                   |
| Разом    | 419     | 108                | 264              | 47                   |